# Moumines

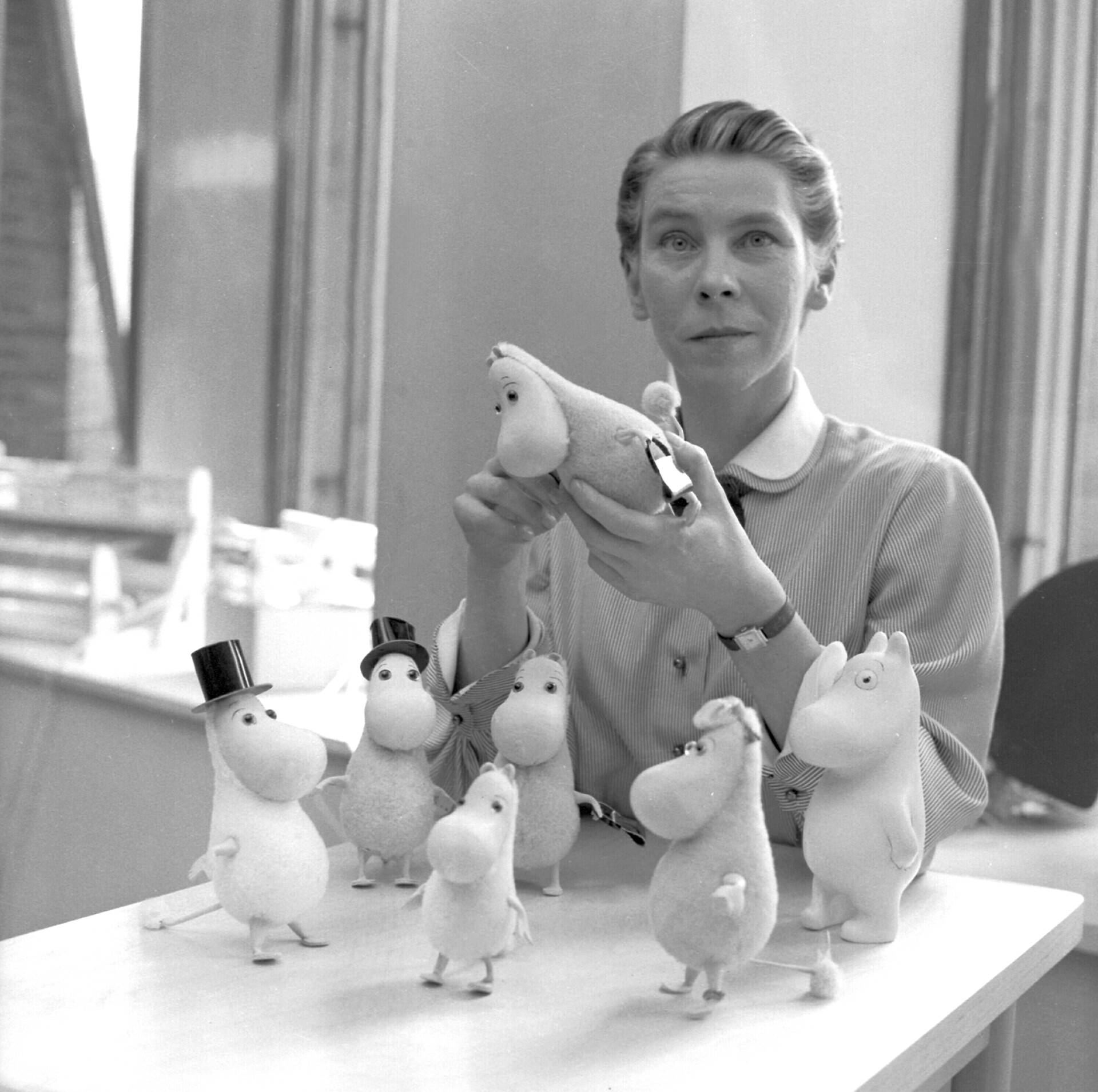
Tove Jansson, créatrice des Moumines, ici en 1956.

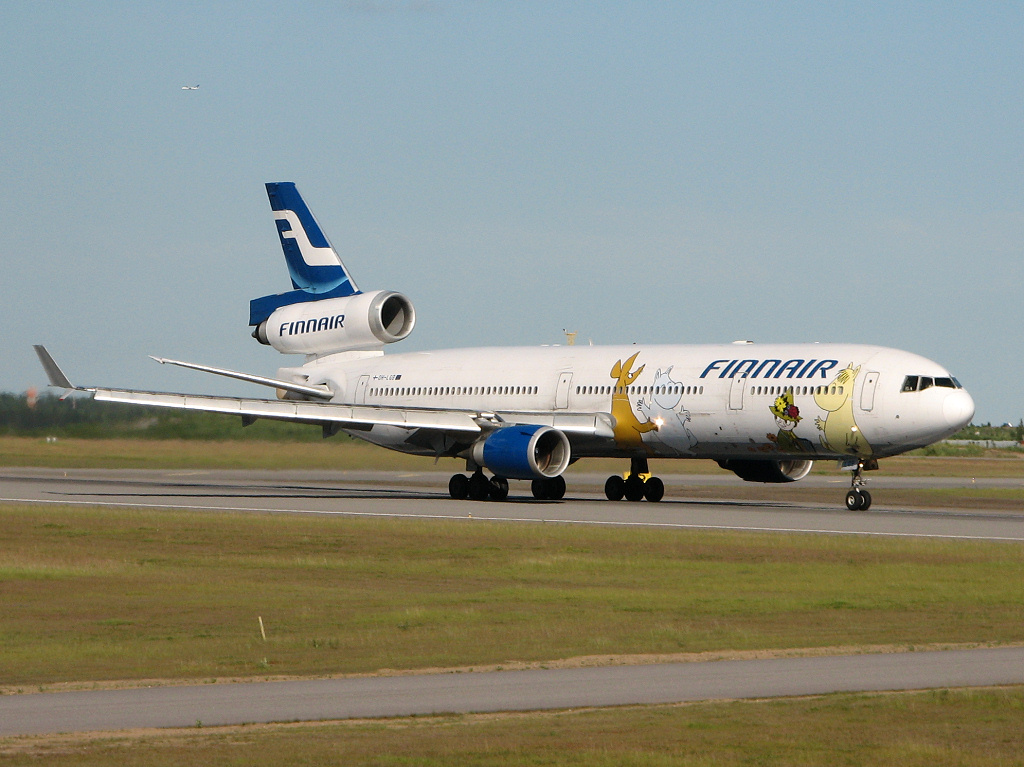
Un avion de MD-11 de Finnair décoré avec des Moumines.

Les Moumines, ou Moomins (en suédois : Mumintroll ; en finnois : muumi [muumit au pluriel]), sont des personnages créés par la Finlandaise suédophone Tove Jansson. Il s'agit d'une famille de gentils trolls ressemblant à des hippopotames,,.

## La famille Moumine
Les Moumines vivent dans la vallée des Moumines, vallée imaginaire donnant sur le golfe de Finlande. Ils semblent se réduire à une seule famille, composée de Papa Moumine, Maman Moumine et leur fils Moumine.
Ce dernier est le héros de plusieurs livres de Tove Jansson, qui commence à s'y consacrer en 1945, lorsqu'elle en fait le héros d'Une comète au pays de Moumine, le premier volume de la série : lorsqu'une comète s'approche, Moumine part avec son ami Snif dans les Collines sauvages pour rallier l'observatoire et suivre la progression de la comète. Ils rencontrent le Renaclerican, qui devient l'un des personnages récurrents de la série (le Renaclerican est inspiré d'Atos Wirtanen, un ami proche de Tove Jansson qui a été un moment son fiancé).
Les trois amis découvrent le chapeau d'un magicien dans Moumine le troll (1948), et à la fin du roman, Papa Moumine leur lit ses Mémoires, annonçant la parution réelle des Mémoires de Papa Moumine en 1950, centrées cette fois sur la jeunesse du père de Moumine. Il leur conte sa rencontre avec Fredrikson, L'Ouragon (père de Snif), Le Flegmar (père du Renaclerican), Edouard le Dronte, et bien d'autres. Il y navigue sur l'Orchestre des mers, prestigieux bateau de Fredrikson.
Moumine noue une idylle avec la demoiselle Snorque, qui l'accompagne depuis Une comète au pays de Moumine jusqu'à Un hiver dans la vallée de Moumine (1957), en passant par L'Été dramatique de Moumine (1954), lors de la fête de la Saint Jean. Il semble cependant s'en éloigner graduellement, au profit de personnages moins timorés, plus indépendants et originaux comme Mume et sa sœur la Petite Mu, une amie fidèle mais incontrôlable, ou Tou-ticki, une autre amie qui n'apparaît qu'en hiver.
Le dernier volume traduit en français, Papa Moumine et la mer (1965), voit la famille abandonner sa chère maison pour s'installer dans un phare sur une île déserte, étrange retraite dans la solitude maritime, marquée par les mystères et l'interrogation sur soi, alors que les Moumines semblaient casaniers et amoureux de l'ordre, malgré la jeunesse aventureuse de Papa Moumine. Son fils éprouve cependant une fascination croissante pour l'inconnu et pour l'autre, le différent.
Les livres pour enfants ont assuré le succès des Moumines, mais leur notoriété s'est surtout étendue grâce aux bandes dessinées réalisées par l'auteur et son frère, Lars Jansson, et les séries d'animation, en particulier une série animée japonaise de 99 épisodes diffusée en France sous le titre Les Moomins. Il existe même un parc d'attraction, Muumimaailma (le Monde des Moumines) sur l'île de Kailo, au large de Naantali (sud-ouest de la Finlande).

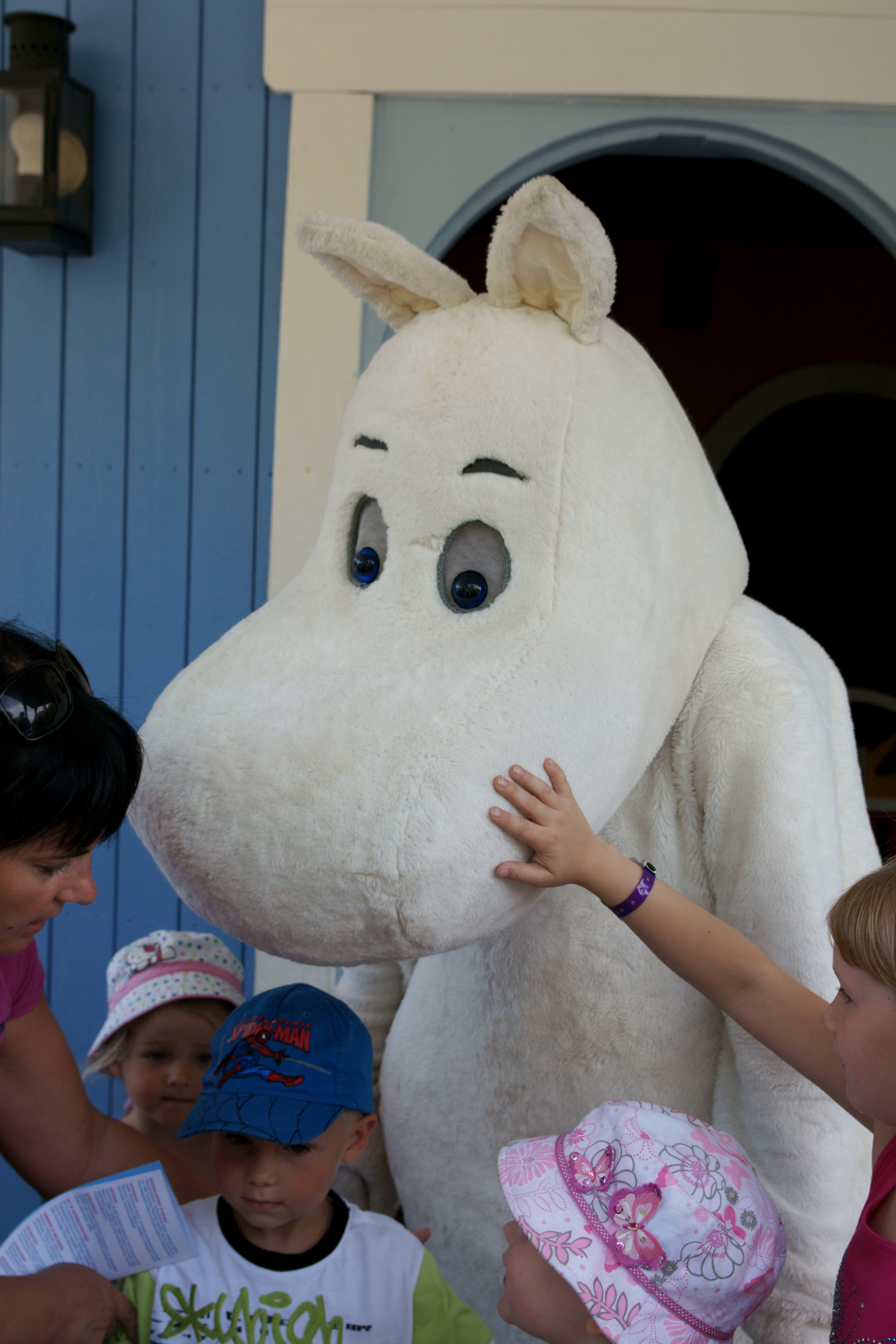
Moumine, dans le parc à thème Muumimaailma.
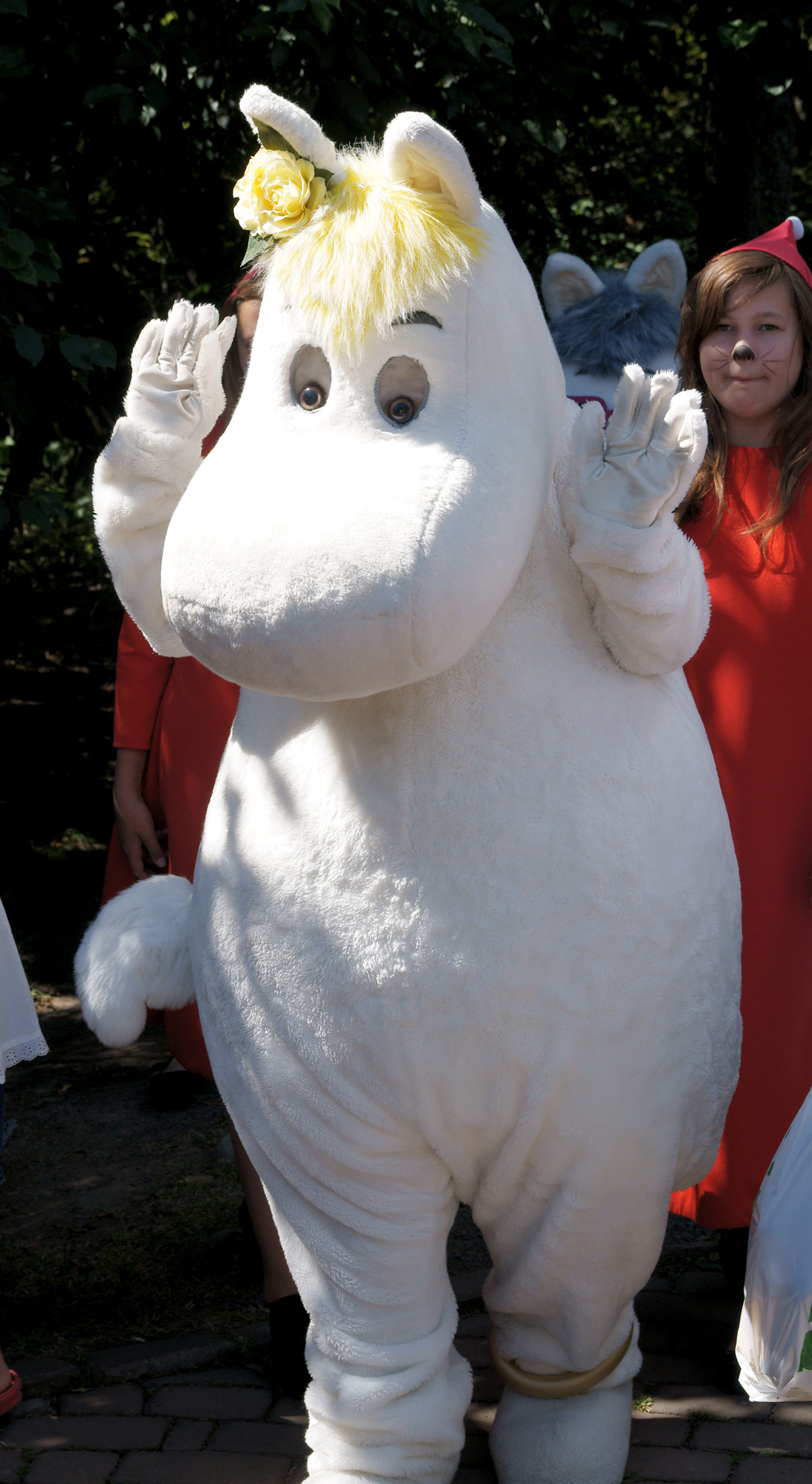
La demoiselle Snorque, à Muumimaailma.
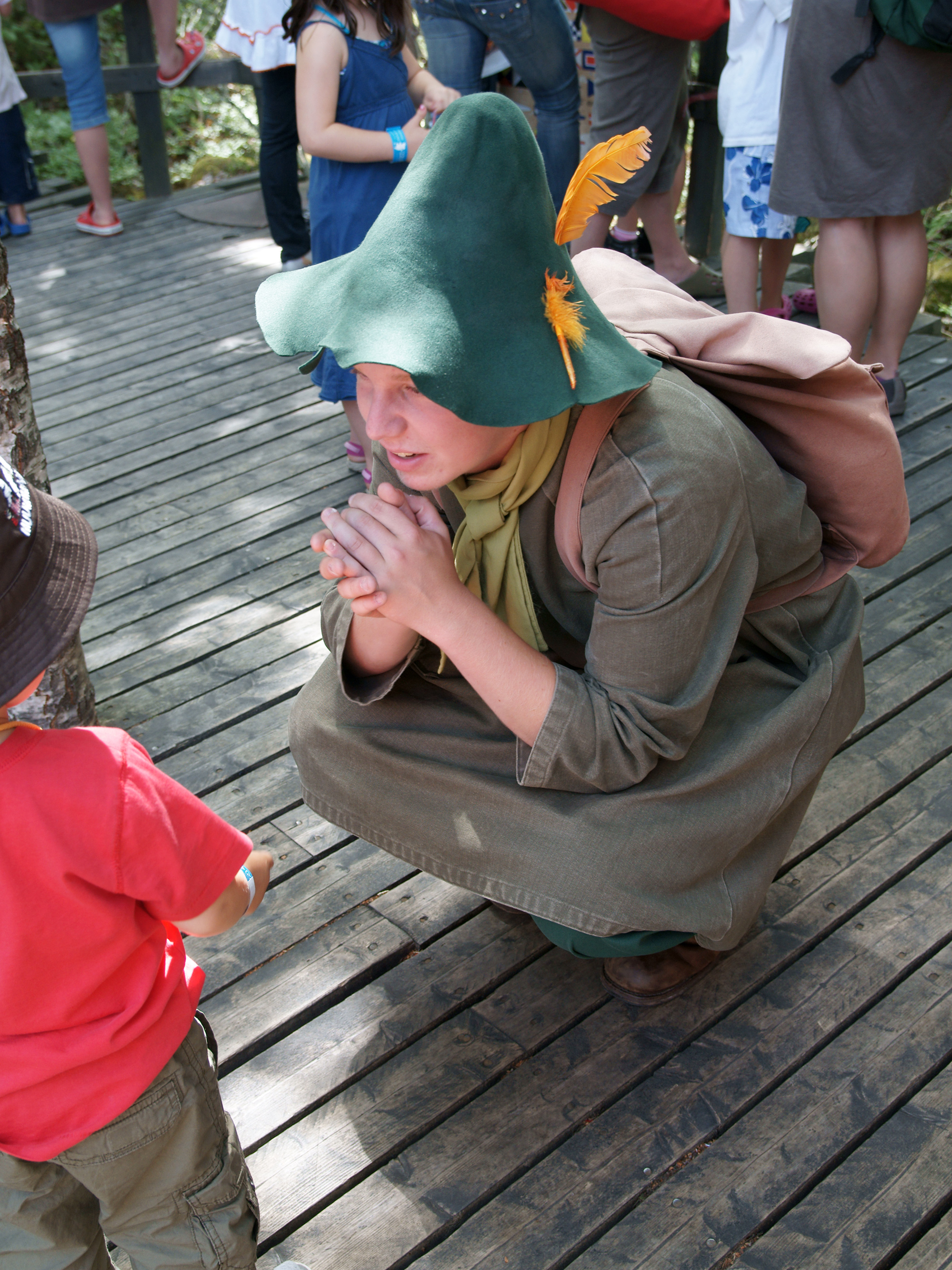
Mumrik, à Muumimaailma.
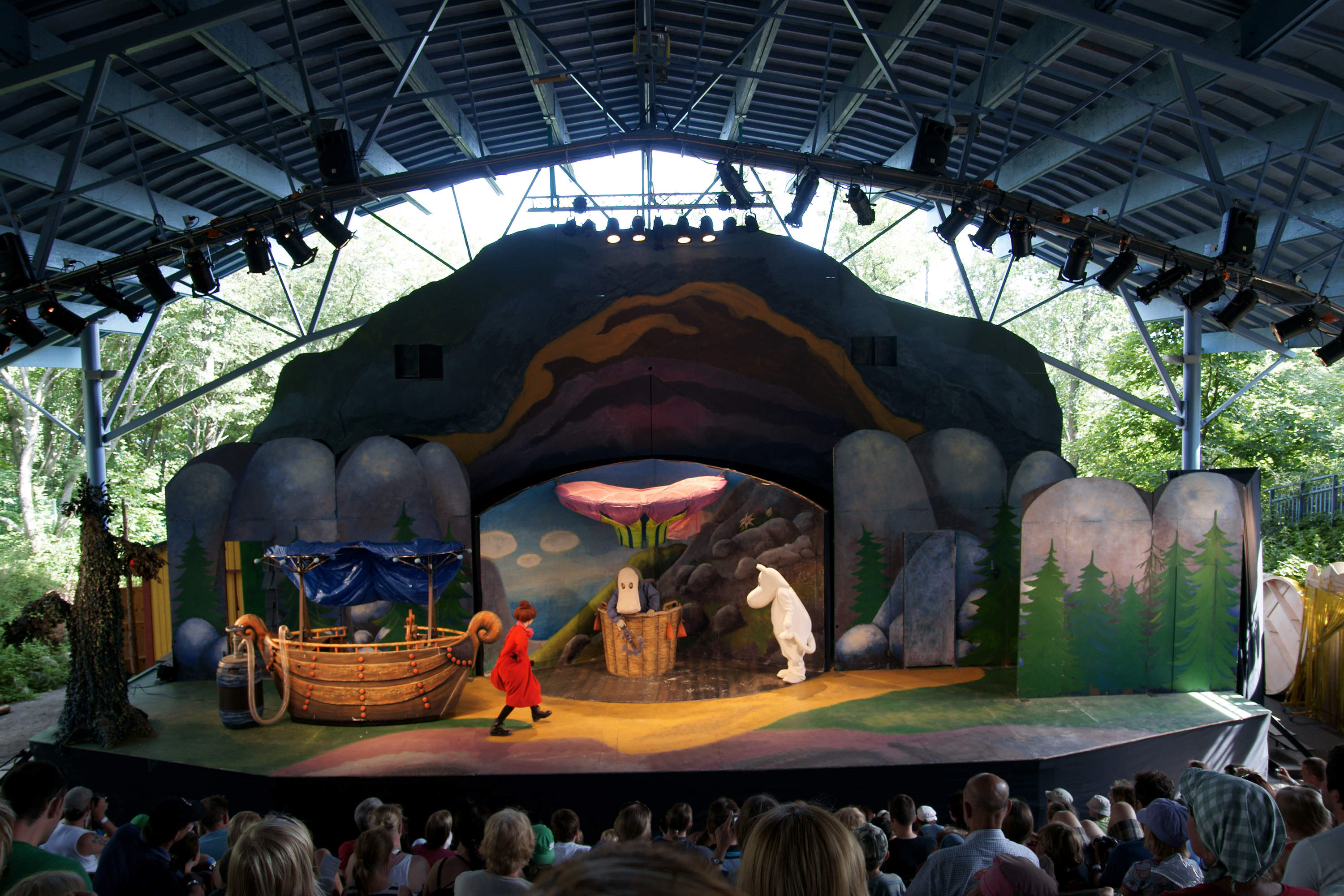
Une représentation au théâtre du Muumimaailma : la petite Mu (en rouge), l'Émule (dans le ballon), Moumine.
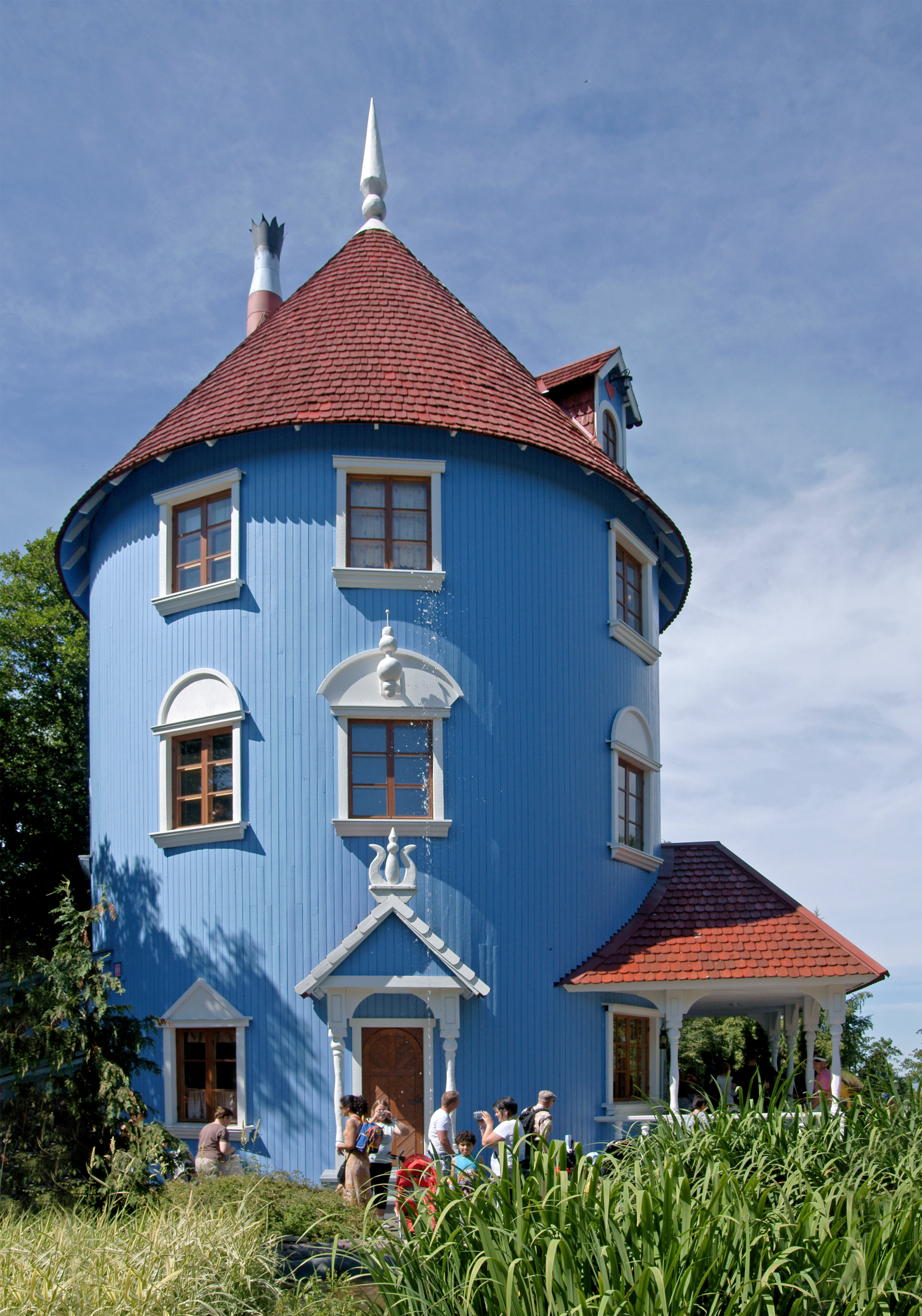
La maison des Moumines dans le parc à thème Muumimaailma à Naantali en Finlande[3].

## Livres de Moomin
L'œuvre de Tove Jansson a connu plusieurs formes, notamment une série initiale de livres illustrés, puis des comic strips pour plusieurs journaux, ultérieurement édités en albums.

### Série originale
La série originale de livres illustrés a été publiée originellement en suédois entre 1945 et 1970. Elle a connu de multiples traductions, notamment en anglais, qui lui a donné une renommée internationale, et partiellement en français, mais sans respecter l'ordre de parution original. Les neuf livres de la série sont les suivants :
1. Moomin et la grande inondation (Småtrollen och den stora översvämningen, 1945), traduit du suédois par Kirsi Kinnunen, Poitiers, Le Petit Lézard, 2010.
2. Une comète au pays de Moumine aussi intitulé La comète arrive ! (Kometjakten/Kometen kommer, 1945), traduit par Kersti et Pierre Chaplet, Librairie Générale Française, 1982 ; nouvelle traduction par Kersti et Pierre Chaplet, Poitiers, Le Petit Lézard, 2012.
3. Moumine le troll aussi intitulé Le chapeau du sorcier ou encore Le chapeau de magicien (Trollkarlens Hatt, 1948), Fernand Nathan, 1968 ; nouvelle traduction par Kersti et Pierre Chaplet, 1987, Pocket, 2003 ; nouvelle traduction par Kersti et Anne Chaplet, Poitiers, Le Petit Lézard, 2012.
4. Les Mémoires de Papa Moumine (Muminpappans Memoarer, 1950, 1968), traduit par Kersti et Pierre Chaplet, Fernand Nathan, 1982 ; nouvelle traduction par Kersti et Anne Chaplet, Poitiers, Le Petit Lézard, 2014.
5. L'Été dramatique de Moumine (Farlig Midsommar, 1954), traduit par Kersti et Pierre Chaplet, Fernand Nathan, 1980 ; nouvelle traduction par Kersti et Anne Chaplet, Poitiers, Le Petit Lézard, 2015.
6. Un hiver dans la vallée de Moumine aussi intitulé L'hiver ensorcelé de Moomin (Trollvinter, 1957), traduit par Kersti et Pierre Chaplet, Fernand Nathan, 1972, Pocket, 1997 ; nouvelle traduction par Kersti et Anne Chaplet, Poitiers, Le Petit Lézard, 2017.
7. Contes de la vallée de Moumine aussi intitulé Neuf histoires de la vallée des Moomins (Det osynliga barnet, 1962), traduit par Kersti et Pierre Chaplet, Le Livre de poche, 1986 ; nouvelle traduction par Kersti et Anne Chaplet, Poitiers, Le Petit Lézard, 2019[5].
8. Papa Moumine et la mer aussi intitulé Le papa et la mer (Pappan och Havet, 1965), traduit par Caroline Tabourin, Fernand Nathan, 1985, Le Livre de poche, 1986 ; nouvelle traduction par Kersti et Anne Chaplet, Poitiers, Le Petit Lézard, 2020.
9. Moomin : Tard en Novembre (Sent I November, 1970), traduit par Anne Sée Chaplet, Poitiers, Le Petit Lézard, 2023.

Parallèlement, Tove Jansson a publié cinq livres d'illustrations, dont trois ont été adaptés en français :
1. Que crois-tu qu'il arriva ? (Hur gick det sen ?, 1952), traduit du suédois par Catherine Renaud, Cambourakis, 2017.
2. Qui va rassurer Tounet ? (Vem skall trösta knyttet ?, 1960), traduit du suédois par Kersti et Pierre Chaplet, Circonflexe « Aux couleurs du temps », 1993.
3. Le dangereux voyage (Den farliga resan, 1977), traduit du suédois par Catherine Renaud, Cambourakis, 2018.
4. Skurken i Muminhuset, 1980.
5. Visor från Mumindalen, 1993.

### Albums de bande dessinée
De 1947 à 1975, les Moumines ont également fait l'objet d'une publication en comic strips, d'abord dans le mensuel finlandais finno-suédois Ny Tid, puis dans The Evening News de Londres, ce qui leur a apporté une renommée internationale pour les lecteurs anglophones. Tove Jansson a d'abord assuré seule cette publication, puis a partagé la charge de travail avec son frère Lars de 1959 à 1961, pour enfin lui laisser entièrement la responsabilité de la série.
Ces strips ont fait l'objet de recueils en différentes langues, avec des titres et des regroupements divers. La publication en français compte pour l'instant quatre albums.
- Moomin et les brigands (7 histoires), Poitiers, Le Petit Lézard, 2007.
- Moomin et la mer (8 histoires), Poitiers, Le Petit Lézard, 2008.
- Moomin et la comète (6 histoires), Poitiers, Le Petit Lézard, 2008.
- Papa Moomin et les espions (6 histoires), Poitiers, Le Petit Lézard, 2010.

## Séries d'animation
- Die Muminfamilie (en) (Die Muminfamilie), série allemande, en stop motion, de 1959-1961, en 12 épisodes, jamais traduite.
- Moomin (1969 TV series) (en), série japonaise, de 1969-1970, en 65 épisodes, jamais traduite, et jamais vraiment approuvée par la créatrice des Moomins Tove Jansson mais supervisée par son frère Lars Jansson.
- New Moomin (en), (Shin Moomin), série japonaise, de 1972, en 52 épisodes, traduite en anglais uniquement.
- The Moomins (TV series) (en), série austro-polonaise, en stop motion, de 1977-1982, en 100 épisodes (ou 26 en regroupements), traduite en anglais uniquement.
- Moomin le troll et la comète (Муми-тролль и комета / Mumi-troll i kometa), série russe, en stop motion, de 1978, en 3 épisodes, jamais traduite.
- La vallée des Moomins (Муми-Дол / Mumi-Dol), série russe, de 1980, en 3 épisodes, jamais traduite.
- Les Moomins (Tanoshii Moomin ikka), série finno-néerlando-japonaise, de 1990-1992, en 104 épisodes, traduite en français. La plus célèbre série des Moomins.
- La Vallée des Moomins (Muumilaakso), série finno-anglaise, 2019. Toujours en cours. Actuellement deux saisons (13 épisodes par saison) ont été diffusées en France, sur France TV et Okoo.

Genèse de cette nouvelle série : Le 19 avril 2017, une campagne crowdfunded sur Indiegogo pour faire une nouvelle série animée Les Moomins par la société finlandaise Gutsy Animations a dépassé le seuil de la campagne. Cette production implique une collaboration avec l'animation Aardman, le producteur John Woolley (Shaun le mouton - Les lamas du fermier) et le duo de scénaristes Mark Huckerby et Nick Ostler. Une technique hybride 2D/3D serait utilisée (personnages en 3D et décor en 2D).

## Films d'animation
- Les Moomins et la comète (Comet in Moominland), film néerlando-japonais réalisé par Hiroshi Saitō, sorti en 1992.
- Moomin et la folle aventure de l'été (Muumi ja vaarallinen juhannus), sorti le 18 avril 2008 en Finlande et le 11 novembre 2009 en France[8], où le film est distribué par la société KMBO, prend pour base le scénario du livre L’Été dramatique de Moumine, dont il a conservé le titre finnois dans la version originale.
- Les Moomins et la chasse à la comète (Muumi ja punainen pyrstötähti) est un film sorti en 2010[9]. La chanteuse islandaise Björk a écrit, composé et chanté la chanson du générique, The Comet Song.
- Les Moomins sur la Riviera (Muumit Rivieralla) est un film d'animation franco-finlandais en 2D, sorti en 2014 en Suède et en Finlande[10], et en 2015 en France[11].
- Les Moomins attendent Noël (Muumien taikatalvi) est un film polonais-finlandais en stop motion, sorti en 2017.

## Divers
Les Moumines ont donné leur nom au genre Moominia, des mollusques gastéropodes arboricoles de la famille des Hydrobiidae endémiques des Seychelles, en raison de la ressemblance de ceux-ci avec les personnages créés par Tove Jansson.

### Documentation
- André-François Ruaud, « Une comète nommée Moumine », dans Comix Club no 5, mai 2007, p. 48-53.
- Génétique de l’imaginaire : du « troll » à « moumine-troll » Elena Balzamo, Germanica no 3, 1988, p. 151-167. lire en ligne sur revues.org
- Paul Gravett (dir.), « De 1950 à 1969 : Moomin », dans Les 1001 BD qu'il faut avoir lues dans sa vie, Flammarion, 2012 (ISBN 2081277735), p. 179.